# Овчинников, Сергей Анатольевич (тренер)
Серге́й Анато́льевич Овчи́нников (25 января 1969, Комсомольск-на-Амуре — 29 августа 2012, Пореч) — российский волейбольный тренер, главный тренер женской сборной России (2011—2012). Мастер спорта.

## Биография
После окончания свердловской спортивной школы-интерната Сергей Овчинников играл в различных волейбольных клубах России: ЦСКА-2, СКА (Хабаровск), «Нефтяник» (Ярославль), «Октан» (Новокуйбышевск), «Нефтяник Башкирии» (Уфа).
Тренерская карьера Сергея Овчинникова началась в 1998 году, когда, по приглашению своего бывшего одноклубника Сергея Шляпникова, он вошёл в тренерский штаб ярославского «Нефтяника». Как помощник главного тренера он отвечал за поиск молодых игроков для команды. В 2001 году Овчинников перешёл в штаб уфимского «Нефтяника Башкортостана».
В феврале 2004 года Сергея Овчинникова пригласили в клуб «Автодор-Метар» в Челябинске. Здесь он впервые начал тренировать женскую команду (до этого он работал в мужском волейболе), а также впервые получил должность главного тренера команды. К тому времени челябинская команда имела минимальные шансы на сохранение прописки в Суперлиге, но тем не менее в итоговой таблице чемпионата страны «Автодор-Метар» оказался на расстоянии одного очка от спасительного 10-го места. В сезоне 2005/2006 Овчинников сумел вернуть челябинской команде место в Суперлиге.
В 2006 году Овчинников получил приглашение войти в тренерский штаб лучшего на тот момент волейбольного клуба России, московского «Динамо», завоевавшего в том году титул чемпиона России. Ради работы в таком клубе Овчинников согласился на должность помощника главного тренера и работал в команде под руководством Дмитрия Фомина, а затем сменившего его Леонида Зайко.
Однако вскоре Овчинникову предстояло вновь стать наставником команды. В сезоне 2007—2008 он возглавил фарм-клуб московского «Динамо», команду «Динамо-РГСУ». Под его началом дублёры показали лучший результат в своей истории и стали бронзовыми призёрами чемпионата России среди команд высшей лиги «А».
Сезон 2008—2009, в котором Овчинников работал главным тренером новоуренгойского «Факела», сложился для него менее удачно. Команда, только что вернувшаяся в Суперлигу, не смогла удержаться в элитном дивизионе, после того как уже на старте чемпионата травмы выбили из строя ведущих игроков «Факела».
Тем не менее Сергей Овчинников получил приглашение возглавить одну из сильнейших команд России — «Омичку». Перед началом работы с омским коллективом Овчинников получил хорошую практику в российской сборной, в роли помощника главного тренера Владимира Кузюткина. С «Омичкой» Овчинников выиграл бронзовые медали Кубка России-2009. А вот в чемпионате России омские волейболистки в четвертьфинале плей-офф уступили краснодарскому «Динамо», который в итоге завоевал «бронзу» на этом турнире.
Главным тренером краснодарской команды был Юрий Маричев, которому, волею обстоятельств, пришлось тогда руководить сразу двумя командами — и мужской, и женской. После окончания сезона Маричев вернулся к мужской команде, а вакансию в женской руководство клуба решило отдать Овчинникову, что оказалось абсолютно верным решением. Сезон 2010—2011 стал триумфальным для краснодарского «Динамо». Под руководством Сергея Овчинникова краснодарские волейболистки выиграли медали во всех турнирах, в которых участвовали: «серебро» в Кубке России, «серебро» в Кубке ЕКВ и «бронзу» в чемпионате России.
11 февраля 2012 года был назначен главным тренером московского «Динамо», которое под его руководством стало серебряным призёром чемпионата России.
В 2011 году Сергей Овчинников также возглавлял студенческую сборную России, ставшую бронзовым призёром Всемирной летней Универсиады в Китае.
21 октября 2011 года Сергей Овчинников был назначен исполняющим обязанности главного тренера женской сборной России. Под его руководством сборная выиграла европейский предквалификационный олимпийский раунд в ноябре 2011 года и вышла в финальный этап европейской олимпийской квалификации. 14 декабря этого же года Овчинников был официально утверждён в должности главного тренера женской сборной России по волейболу. В мае 2012 года российская сборная, под руководством Овчинникова, заняла в Японии 1-е место на мировом квалификационном турнире, давшее ей путёвку на Олимпийские игры в Лондоне.
29 августа 2012 года на 44-м году жизни был обнаружен повешенным в номере гостиницы «Диамант» в хорватском городе Пореч, где московская волейбольная команда «Динамо» проходила тренировочные сборы. Хорватская полиция, обследовав место гибели тренера, не обнаружила следов насилия — и пришла к выводу, что умерший покончил с собой.
Причины самоубийства Овчинникова остались неизвестны, но, как сообщил главный тренер мужской сборной России по волейболу Владимир Алекно, неудача на Олимпийских играх 2012 года в Лондоне, где женская сборная России в упорнейшей борьбе уступила 7 августа в четвертьфинале сборной Бразилии на тай-брейке пятого сета со счётом 19-21, упустив шесть матчболов (бразильянки реализовали свой первый же матчбол), стала причиной тяжёлых переживаний Овчинникова. После Олимпиады, 15 августа 2012 года, истёк срок контракта Овчинникова со сборной.
6 сентября 2012 года Сергей Овчинников был похоронен на Леонтьевском кладбище Ярославля. Почётный президент Всероссийской федерации волейбола Валентин Жуков сообщил, что в память о тренере планируется организовать турнир детских команд.

## Тренерские достижения

### С клубами
«Омичка» (Омск)
- Бронзовый призёр Кубка России 2009.

«Динамо» (Краснодар)
- Бронзовый призёр чемпионата России 2010/2011.
- Серебряный призёр Кубка России 2010.
- Бронзовый призёр Кубка России 2011.
- Серебряный призёр Кубка ЕКВ 2010/2011.

«Динамо» (Москва)
- Серебряный призёр чемпионата России 2011/2012.

### Со сборными
- Бронзовый призёр Всемирной летней Универсиады 2011.